# 射桥镇
射桥镇，是中华人民共和国河南省驻马店市平舆县下辖的一个乡镇级行政单位。

## 行政区划
射桥镇下辖以下地区：
东关社区、西关社区、永塘村、刘庄村、后刘村、大孙村、大王村、古城村、马庄村、张柏坟村、单老村、王湾村和臧楼村。